# 糸魚川地域鉄道部
糸魚川地域鉄道部（いといがわちいきてつどうぶ）は、かつて新潟県糸魚川市にあった西日本旅客鉄道（JR西日本）の地域鉄道部の一つ。

## 概要
ローカル線の活性化と効率的な鉄道運営ができるように、JR西日本は1990年6月1日から主に支線区に対して鉄道部制度を導入していたが、1995年10月1日から鉄道部制度を幹線系の地域にも導入し、地域鉄道部として地域の特性に応じた業務が行われていた。
糸魚川地域鉄道部は糸魚川駅構内にあり、主に新潟県糸魚川地区の鉄道運営を行っていた。金沢支社が管轄していた。

### 管轄路線
※2024年3月16日現在　
- 大糸線：糸魚川駅 - 南小谷駅間（南小谷駅は東日本旅客鉄道長野支社の管轄）

## 配置車両
配置車両はなく、富山地域鉄道部の車両が使用されていた。

## 乗務範囲
糸魚川地域鉄道部所属の乗務員は糸魚川運転センターに所属していた。

## 歴史
- 1912年（大正元年）12月16日：糸魚川機関区が発足[1]。
- 年月日不明：直江津車掌区糸魚川派出として発足。
- 1950年（昭和25年）7月1日：所管鉄道局変更に伴い、富山車掌区糸魚川派出に改称。
- 1985年（昭和60年）3月14日：富山車掌区糸魚川派出が廃止。糸魚川駅乗務員が配置される。
- 1986年（昭和61年）：糸魚川機関区[注 1]が富山貨車区糸魚川支区を統合。
- 1987年（昭和62年）
  - 3月1日：糸魚川機関区の旅客関係の部門を糸魚川運転区として分離[2]。直江津派出所は糸魚川運転区に継承。
  - 4月1日：国鉄分割民営化により、糸魚川運転区は西日本旅客鉄道（JR西日本）の所属となる[3]。糸魚川機関区は日本貨物鉄道（JR貨物）の所属となる[4][注 2]
- 1989年（平成元年）3月11日：糸魚川運転区と糸魚川駅乗務員が統合され、糸魚川列車区が発足[6]。糸魚川運転区直江津派出所は、糸魚川列車区に継承。
- 1995年（平成7年）10月1日：鉄道部制度に伴い、糸魚川地域鉄道部が発足[7]。糸魚川列車区が統合される[8][9]。直江津派出所は糸魚川地域鉄道部に継承。
- 2015年（平成27年）3月14日：北陸新幹線長野 - 金沢間の開業に伴い廃止。大糸線の管轄区間は北陸広域鉄道部に移管、北陸本線の管轄区間をえちごトキめき鉄道に経営移管。